# 兵庫県道537号田井中広瀬線
兵庫県道537号田井中広瀬線（ひょうごけんどう537ごう たいなかびろせせん）は、兵庫県宍粟市を通る一般県道である。

## 概要
宍粟市山崎町田井から宍粟市山崎町中広瀬に至る。
主に揖保川の左岸、宍粟市山崎町の河東地区を南北に縦走する。右岸の田井 - 五十波 - 須賀沢地区を南北に貫く国道29号と対になる。狭隘区間も少なくなかったこと、付近に小学校や住宅街もあることから、改良工事が進められ、2012年（平成24年）8月6日に、揖保川に架かる橋を除いてほぼ全線で2車線化が完了した。

### 路線データ
- 起点：宍粟市山崎町田井（田井交差点、国道29号交点）
- 終点：宍粟市山崎町中広瀬（中広瀬北交差点、国道29号交点）
- 総延長：8.489 km

## 路線状況

### 道路施設

#### 橋梁
- 野田橋（揖保川、宍粟市）
- 高所橋（宍粟市）
- 宍粟橋（揖保川、宍粟市）

## 地理

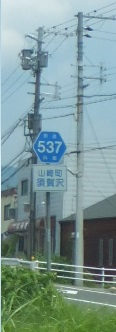
本道の標識
宍粟市山崎町須賀沢で撮影

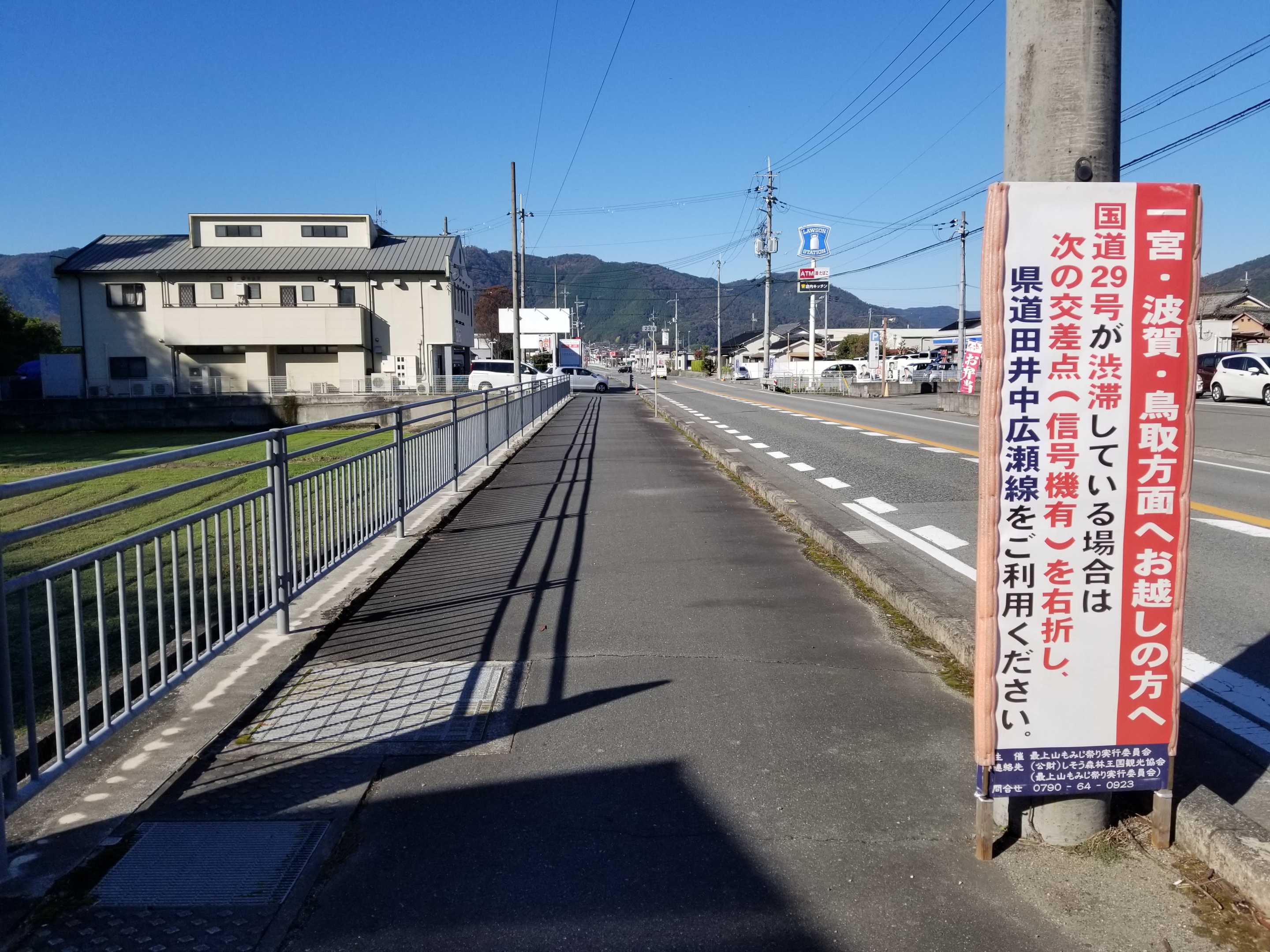
多客期には国道29号から県道537号への迂回が促される。国道29号山崎大橋東詰交差点。

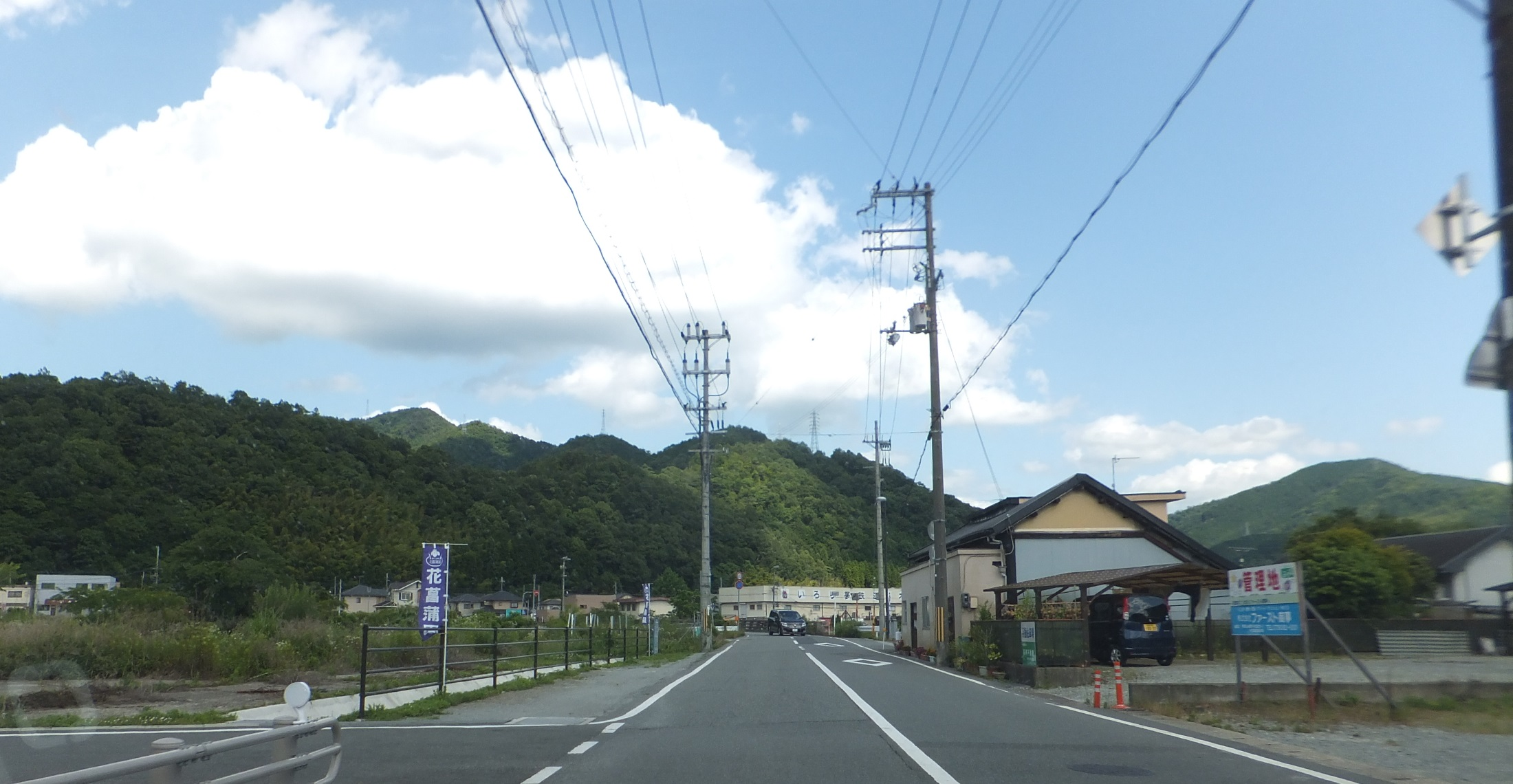
宍粟市役所前
宍粟市山崎町中広瀬で撮影

### 通過する自治体
- 兵庫県
  - 宍粟市

### 交差する道路
| 交差する道路                                                   | 交差する場所 | 交差する場所          |
| -------------------------------------------------------------- | ------------ | --------------------- |
| 国道29号 兵庫県道6号養父宍粟線 重複 兵庫県道8号加美宍粟線 重複 | 山崎町田井   | 田井交差点 / 起点     |
| 兵庫県道522号名坂宍粟線                                        | 山崎町中     |                       |
| 国道29号 兵庫県道6号養父宍粟線 重複 兵庫県道8号加美宍粟線 重複 | 山崎町中広瀬 | 中広瀬北交差点 / 終点 |

### 沿線
- 揖保川
- 神谷簡易郵便局
- 宍粟市立河東小学校
- 播州山崎花菖蒲園
- 宍粟市役所
- 夢公園
- E2A 中国自動車道 10 山崎IC